# Eurener Straße
Die Eurener Straße ist die wichtigste Straße in den Trierer Stadtteilen Euren und Trier-West. Sie verläuft vom Westbahnhof zur Ecke Im Spilles/Eisenbahnstraße. An der Straße befinden sich unter anderem die ehemalige preußische „Kaserne Gneisenau“ und das frühere Kreiswehrersatzamt Trier sowie mehrere Geschäfte und Gewerbebetriebe.

## Geschichte
Die Straße ist nach dem gleichnamigen Trierer Stadtteil Euren benannt, der 1930 eingemeindet wurde. Dessen Ortsname leitet sich von „villa ura“ ab und wurde um 1045 erstmals erwähnt. Vermutlich nimmt der Name Bezug auf den Ur, den Vorfahren des Hausrindes. Es kann sich aber auch um einen vorrömischen Bachnamen handeln. Die genaue Herkunft ist ungeklärt.

## Kulturdenkmäler
Bedeutende historische Kulturdenkmäler befinden sich unter anderem an den Hausnummern 33 (1902–05, 1921/22, 1940), 55–57 (Baujahr 1908–1912), 59, 197 (Baujahr 1825) und 199 (Baujahr 1794). Hinter der Hausnummer 33 verbergen sich die ersten Städtischen Elektrizitätswerke der Stadt Trier, die von der RWE betrieben werden. Hinter den Hausnummern 55–57 verbirgt sich das ehemalige Eisenbahnausbesserungswerk Trier, das inzwischen zeitweilig als Kulturzentrum genutzt wird und in absehbarer Zeit einer neuen Nutzung zugeführt werden soll. Teile der ehemaligen Lokrichthalle wurden Ende 2021 abgerissen; nachdem der Denkmalschutz wegen Baufälligkeit des Gebäudes aufgehoben worden war.
Ein Bildstock mit Pietàrelief aus der ersten Hälfte des 18. Jahrhunderts steht an der Ecke Eurener Straße/Im Spilles. An der Einfahrt zur sogenannten Direktorenvilla des Eisenbahnausbesserungswerks steht ein Wegekreuz aus dem Jahr 1820. Die Kaserne Gneisenau (Gneisenaustraße 30, 31, 33/34/35/36/37, 37 a, 38/39/40, 41/43, Eurener Straße 6/8, Trierweilerweg 13a/13b/13 c, 13 d/13 e/13 f, 49/49 a/49 b, 51/51 a/51 b) entstand um 1900 zu preußischer Zeit. Von ehemals 15 Gebäuden sind die meisten erhalten, darunter sechs Mannschaftsgebäude, die beiden Exerzierhäuser, Kammer- und Küchengebäude, Eingangs- und Kommandogebäude und Offizierscasino. Es sind verschiedene Putzbauten mit Neurenaissancemotiven. Die Mannschaftsunterkünfte haben Eckrisaliten.

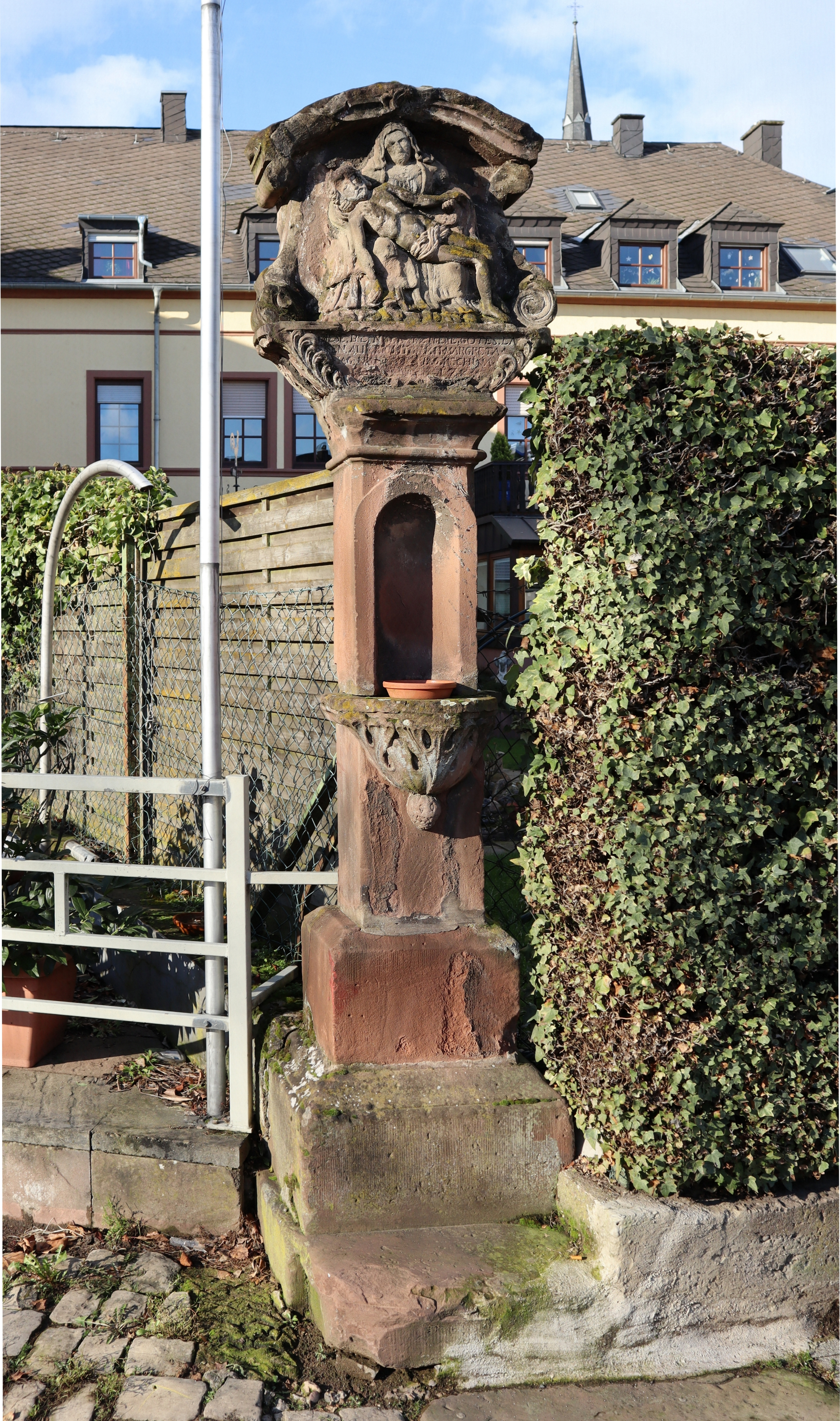
Bildstock (18. Jh.) mit Pietàrelief
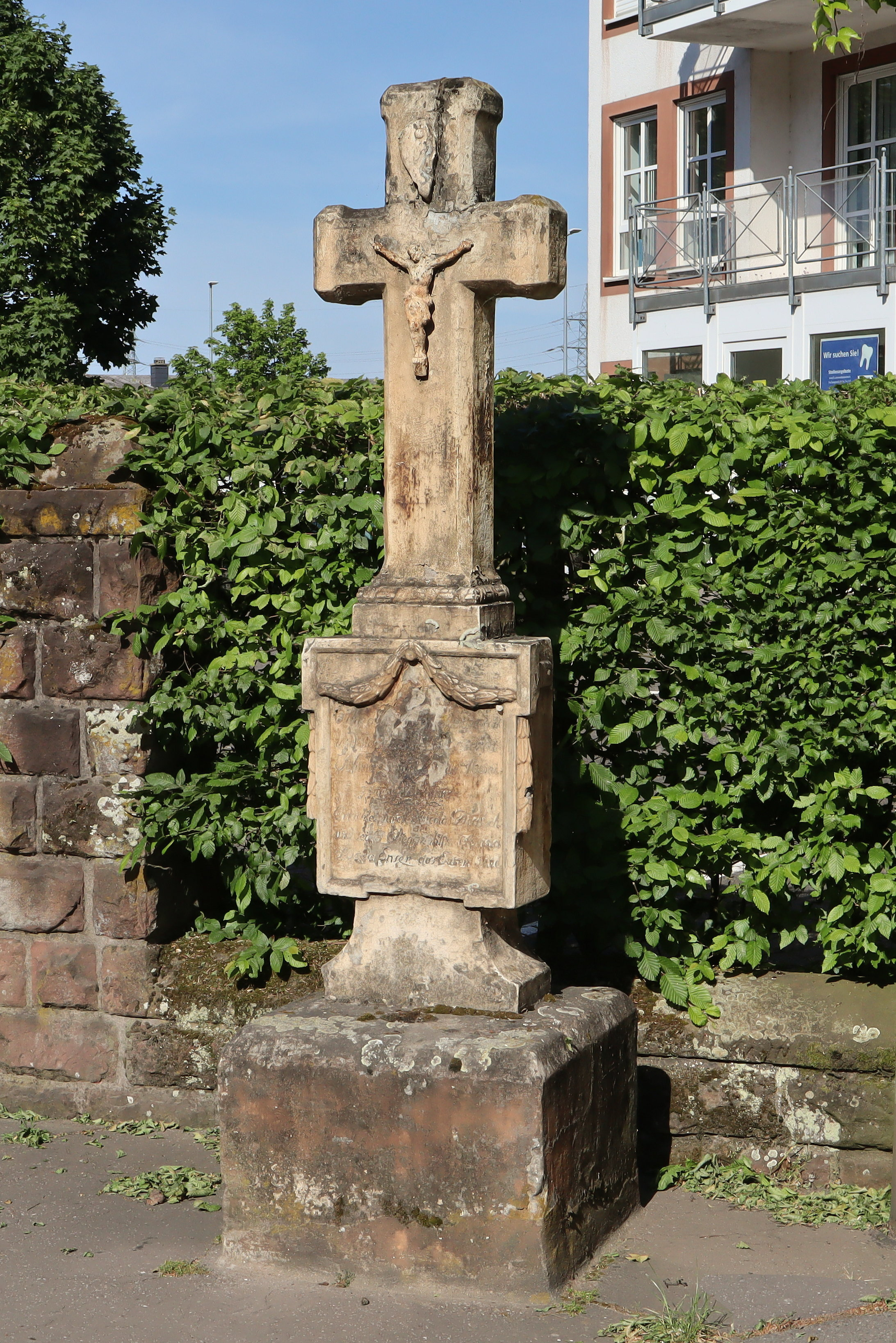
Speyerkreuz (1820)
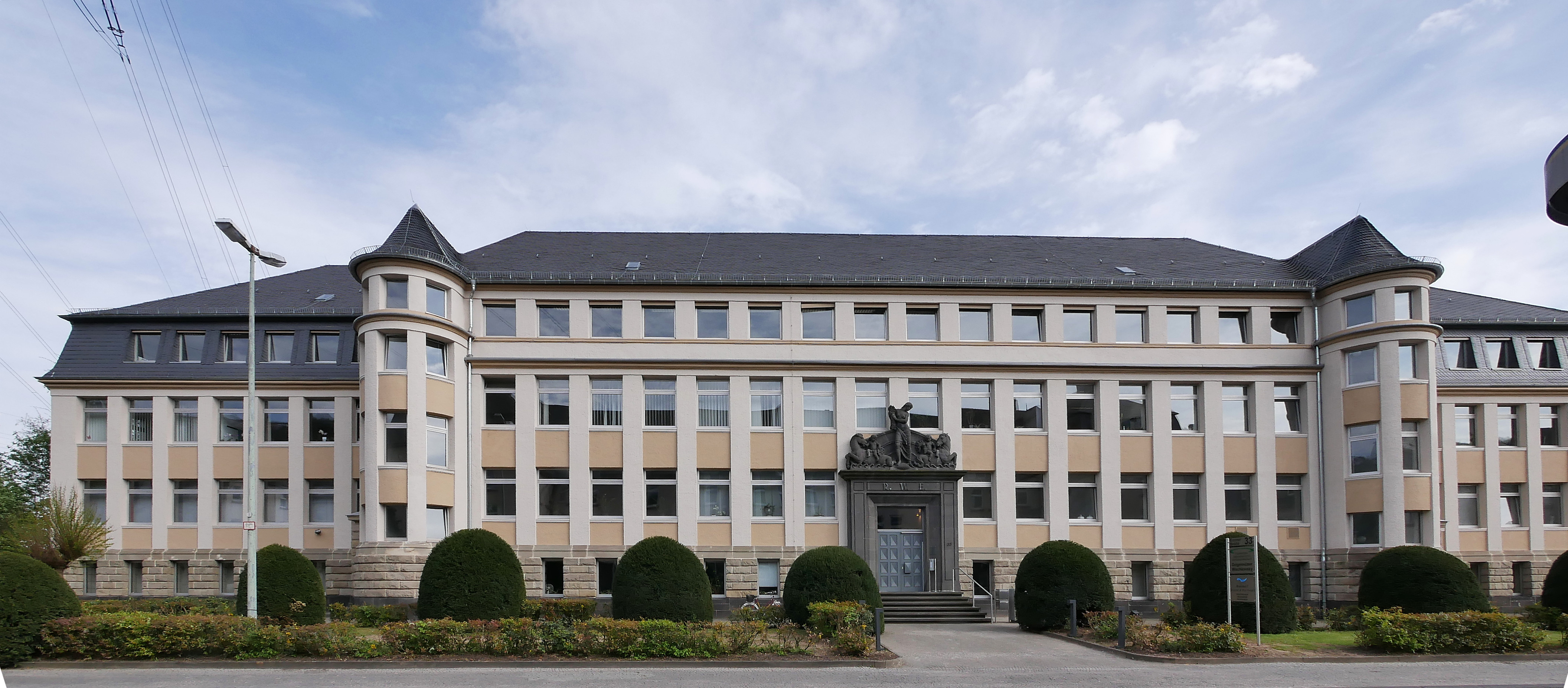
Elektrizitätswerk
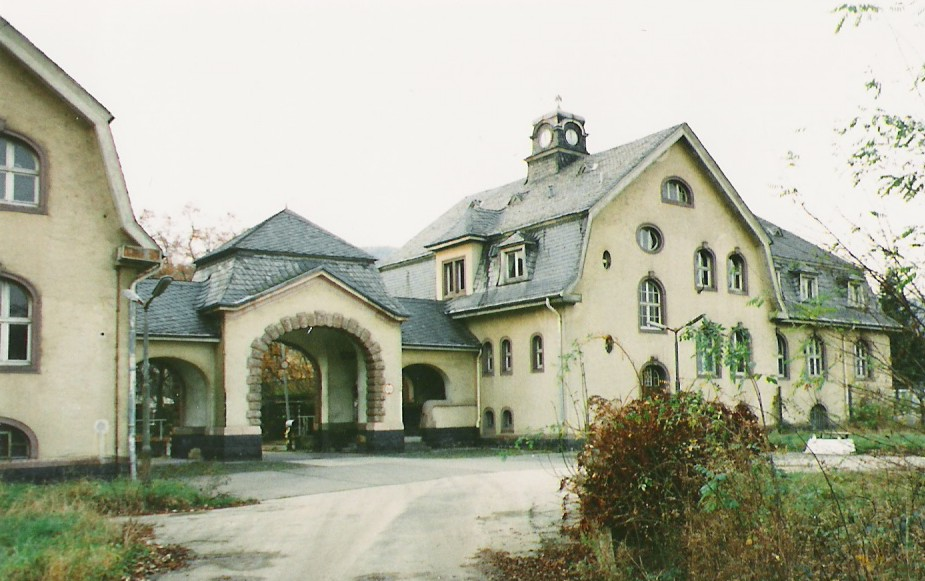
Sogenannte „Direktorenvilla“
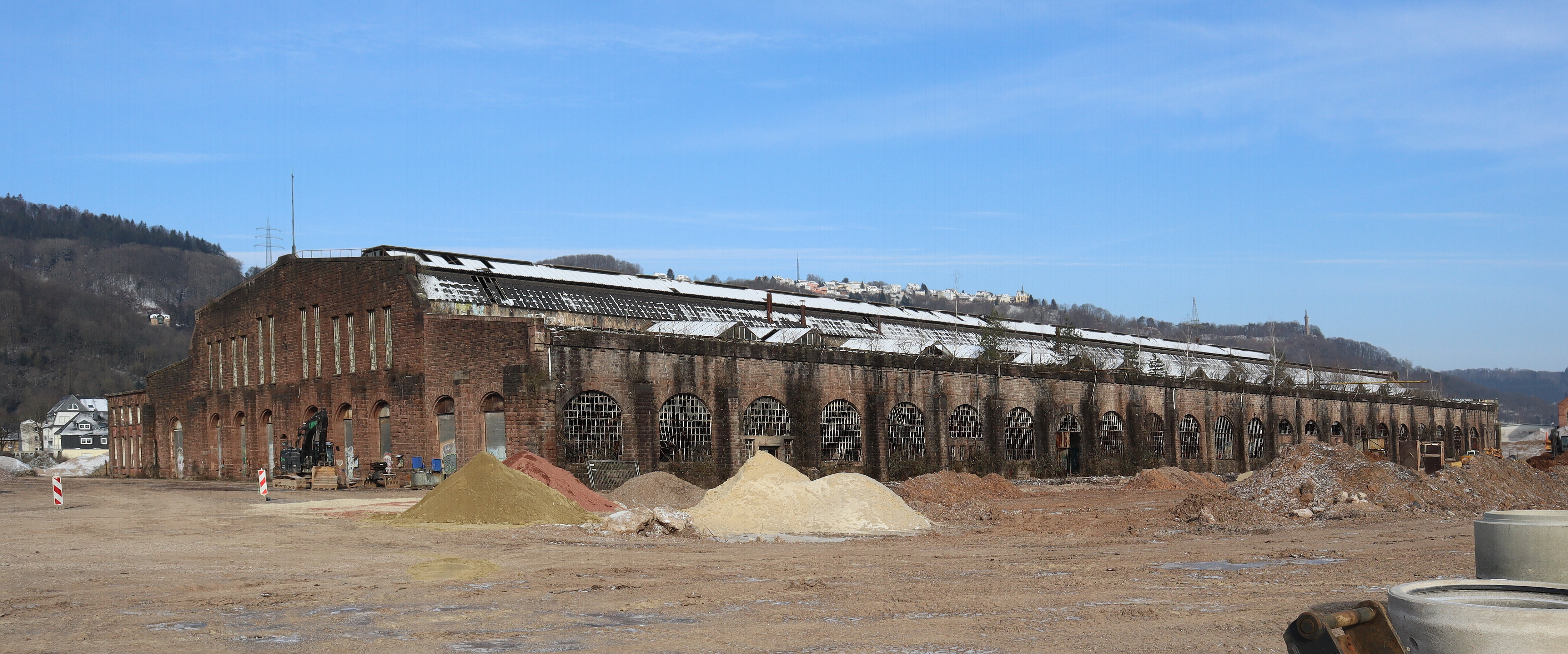
Ehemalige Lokrichthalle

## Gewerbliche Nutzung
Auf Teilen der Gewerbebrachen in der Eurener Straße entstand der sogenannte Pi-Park, in dem sich neben Unternehmen von jungen Gründern auch Bordelle befinden.